# Ohmyhome
Ohmyhome Limited，簡稱Ohmyhome（NASDAQ：OMH），在2016年由David Loh、前藝人黃婉佩和其妹黃婉球，創立「Ohmyhome Private Limited」，其業務在全球經營網上地產行業。

## 历史
在2016年，由David Loh、前藝人黃婉佩和其妹黃婉球，創立「Ohmyhome Private Limited」。
股份在2023年3月24日於納斯達克上市，發售定價為4美元，發售股份為280萬股，而集資額為1.18億港元（1510萬美元），主要用作研發更多網上地產平台資訊；餘下將用作營運資金及一般企業用途。。